# Brasile ai XXIII Giochi olimpici invernali
Il Brasile ha partecipato ai XXIII Giochi olimpici invernali, che si sono svolti dal 9 al 28 febbraio 2018 a Pyeongchang in Corea del Sud, con una delegazione composta da 9 atleti, 3 donne e 6 uomini. Portabandiera della squadra nel corso della cerimonia di apertura è stato il bobbista Edson Bindilatti, alla sua quarta olimpiade.

## Bob
Il Brasile ha qualificato nel bob due equipaggi, uno nel bob a due maschile e uno nel bob a quattro maschile, per un totale di quattro atleti, tutti uomini.
| Gara                   | Equipaggio                                                                   | 1ª manche | 2ª manche | 3ª manche | 4ª manche       | Totale  | Posizione |
| ---------------------- | ---------------------------------------------------------------------------- | --------- | --------- | --------- | --------------- | ------- | --------- |
| Bob a due maschile     | Edson Bindilatti Edson Ricardo Martins                                       | 50"14     | 50"22     | 50"35     | non qualificati | 2'30"71 | 27        |
| Bob a quattro maschile | Edson Bindilatti Odirlei Pessoni Edson Ricardo Martins Rafael Souza da Silva | 49"75     | 49"94     | 49"80     | non qualificati | 2'29"49 | 23        |

## Pattinaggio di figura
Il Brasile ha qualificato nel pattinaggio di figura un atleta, in seguito al 2017 CS Nebelhorn Trophy.
| Gara      | Atleta           | Programma corto | Programma corto | Programma libero | Programma libero | Totale | Totale    |
| Gara      | Atleta           | Punti           | Posizione       | Punti            | Posizione        | Punti  | Posizione |
| --------- | ---------------- | --------------- | --------------- | ---------------- | ---------------- | ------ | --------- |
| Femminile | Isadora Williams | 55,74           | 17ª Q           | 88,44            | 24ª              | 114,18 | 24ª       |

## Sci alpino
Il Brasile ha qualificato nello sci alpino un atleta.
| Gara                     | Atleta        | Tempo              | Tempo              | Tempo              | Posizione |
| Gara                     | Atleta        | 1ª manche          | 2ª manche          | Totale             | Posizione |
| ------------------------ | ------------- | ------------------ | ------------------ | ------------------ | --------- |
| Slalom speciale maschile | Michel Macedo | DNF                | DNF                | DNF                | DNF       |
| Slalom gigante maschile  | Michel Macedo | DNF                | DNF                | DNF                | DNF       |
| Gara                     | Atleta        | Tempo unica manche | Tempo unica manche | Tempo unica manche | Posizione |
| Supergigante maschile    | Michel Macedo | DNS                | DNS                | DNS                | DNS       |

## Sci di fondo
Il Brasile ha qualificato nello sci di fondo un totale di due atleti, un uomo e una donna.
| Evento                         | Atleta           | Tempo   | Tempo   | Tempo   | Distacco | Distacco | Distacco | Posizione | Posizione |
| ------------------------------ | ---------------- | ------- | ------- | ------- | -------- | -------- | -------- | --------- | --------- |
| 15 km tecnica libera maschile  | Victor Santos    | 47'09"9 | 47'09"9 | 47'09"9 | +13'26"0 | +13'26"0 | +13'26"0 | 110º      | 110º      |
| 10 km tecnica libera femminile | Jaqueline Mourão | 30'50"3 | 30'50"3 | 30'50"3 | +5'49"8  | +5'49"8  | +5'49"8  | 74ª       | 74ª       |

## Snowboard
Il Brasile ha qualificato nello snowboard un'atleta.

### Cross
| Gara                      | Atleta               | Qualificazioni | Qualificazioni | Quarto di finale | Semifinale      | Finale          |
| Gara                      | Atleta               | Tempo          | Posizione      | Quarto di finale | Semifinale      | Finale          |
| ------------------------- | -------------------- | -------------- | -------------- | ---------------- | --------------- | --------------- |
| Snowboard cross femminile | Isabel Clark Ribeiro | DNS            | DNS            | non qualificata  | non qualificata | non qualificata |